# Фридель, Жак
Жак Фриде́ль (фр. Jacques Friedel; 11 февраля 1921, Париж, Франция — 27 августа 2014, там же) — французский физик-теоретик. 
Член Французской академии наук (1977) и её президент в 1993—1994 годах, член Леопольдины (1988), иностранный член Лондонского королевского общества (1988) и Национальной академии наук США (1992).

## Биография
Его прадедушка Шарль Фридель был химиком-органиком и кристаллографом в университете Париж IV Сорбонна. Дедушка Жорж Фридель работал над жидкими кристаллами, а отец Эдмонд Фридель был директором Горной школы Парижа с 1937 по 1965 год.
Окончил Высшую горную школу в Париже, в которой затем работал (1948—1956). С 1956 года — профессор Парижского университета в Орсе.
Основные исследования в области физики твердого тела, магнетизма. В 1955 году выдвинул теорию ферромагнетизма (модель Фриделя). Предсказал существование осцилляций плотности заряда вблизи дефекта в металле (осцилляции Фриделя).  В 1956—1958 годах на основе теории рассеяния рассмотрел общие вопросы теории низколегированных сплавов и установил, что сумма сдвигов фаз парциальных электронных волн на поверхности Ферми равна числу локализованных электронов, захваченных примесью (правило сумм Фриделя). Выдвинул идею о виртуальном связанном состоянии d-электронов в переходных металлах (1956—1958). Создал теорию сплавов (теория сплавов Фриделя). Предложил модель дислокации. Ввел деление кристаллов по степени молекулярной упорядоченности на нематические и смектические.
Президент Французского Института (1990) и Европейского физического общества, член-учредитель French Academy of Technologies, член Американской академии искусств и наук (1967), Американского физического общества (1986).

## Награды
- 1956 — Prix Louis-Ancel[фр.]
- 1964 — Премия Хольвека
- 1970 — Золотая медаль Национального центра научных исследований
- 1981 — Премия имени Дэнни Хайнемана
- 1988 — Von Hippel Award[нем.]
- 2010 — Leonardo da Vinci Award, European Academy of Sciences[англ.]

Кавалер Большого креста ордена Почётного легиона (2013).